# Ryan Noble
Ryan Noble (Sunderland, 6 novembre 1991) è un ex calciatore inglese, di ruolo attaccante.

## Carriera

### Club
Inizia la sua carriera da calciatore professionista nel 2010, esattamente il 2 gennaio, quando subentra al suo compagno di squadra Darren Bent durante in match di FA Cup. Grazie alle sue ottime prestazioni con la formazione giovanile, viene convocato di nuovo in prima squadra nella sconfitta contro il Birmingham City il 16 aprile dello stesso anno. Un grave infortunio rimediato nel match contro il Fulham gli costa un posto tra le file della prima squadra, e così inizia a recuperare la forma fisica ottimale militando di nuovo nelle giovanili.
Il 25 marzo 2010 si trasferisce in prestito al Watford ma non gioca neanche una partita, e così si trasferisce al Derby County dove gioca una sola partita prima di tornare ai Black Cats. Il 18 gennaio 2012 ritorna a vestire la maglia del Derby County e tre giorni dopo debutta nel match contro il Burnley.
Nel marzo del 2012 viene mandato in prestito al Hartlepool Utd, dove debutta il 20 marzo in occasione del match, perso, contro l'Oldham Athletic.

### Nazionale
Nel 2009 entra a far parte dell'Under-17 e, dopo aver preso parte ad alcune amichevoli, viene convocato in Under-19 dove mette a segno la sua prima rete in nazionale contro la Bosnia-Erzegovina Under-19 e mostra tutte le sue potenzialità di attaccante maturo in termini calcistici. Grazie alle sue doti, nel 2011, entra nel giro delle convocazioni per la nazionale Under-20, con la quale partecipa anche al Mondiale di categoria.